# Чатхура Гунаратне
Веллала Хеттіж Чатхура Гунаратне або просто Чатхура Гунаратне (там. சதுர குணரத்னே வெல்லல ஹெட்டிகே; нар. 8 вересня 1982) — ланкіський футболіст, півзахисник клубу «Дон Боско» та національної збірної Шрі-Ланки.

## Клубна кар'єра
Гунаратне розпочав кар'єру в клубі «Матара». У сезоні 2005/06 років приєднався до «Негамбо Юз». У цьому сезонів команда з Негомбо виграла Прем'єр-лігу (Шрі-Ланки), спочатку вигравши перший етап чемпіонату, а в фіналі чемпіонського плей-оф обіграла «Блу Стар». Чатхура провів у «Негамбо Юз» і наступний сезон, проте минулорічного успіху команда повторити не змогла, фінішувавши на третьому місці в чемпіонаті, а в чемпіонському плей-оф вибула від «Блу Стар» на стадії 1/2 фіналу. Тим не менше, «Негамбо» завоював Кубок ФА, обігравши в фіналі з рахунком 3:0 «Саундерс». Чантура відзначився у тому поєдинку другим голом.
Незважаючи на здобуття двох трофеїв протягом двох років, Чантура залишає «Негамбо Юз» та переходить до «Ратнаму», переможця Прем'єр-ліги Шрі-Ланки 2006/07. Його рішення виявилося вдалим, оскільки «Ратнам» у сезоні 2007/08 років знову виграв Прем'єр-лігу, здолавши в фіналі з рахунком 2:1 «Саундерс». Тим не менше гравець повернувся до «Негамбо Юз» напередодні початку сезону 2008/09. За підсумками першого етапу команда з Негомбо фінішувала на другому місці, проте в раунді плей-оф на стадії 1/2 фіналу поступилася колишньому клубу Гунаратне, «Ратнаму».
Чатхура залишив «Негамбо Юз» по завершенні сезону 2008/09 років та перейшов до іншого клубу з Негомбо — «Дон Боско». Команда одразу ж фінішувала на другому місці в групі B (перший етап), проте в півфіналі чемпіонського плей-оф поступилася «Ейр Форс». До того, як травмуватися в першому таймі, Чатхура втиг відкрити рахунок у матчі, проте в другому таймі «Дон Боско» пропустив два м'ячі й вибув з боротьби за чемпіонство. «Дон Боско» вперше виграв Прем'єр-лігу в сезоні 2010/11, в яких здобув 12 перемог у 22-х зіграних поєдинках. Також дійшов до фіналу кубку Шрі-Ланки, проте у вирішальному матчі з рахунком 0:2 поступився «Шрі-Ланка Армі».

## Кар'єра в збірній
Вперше до складу національної збірної Шрі-Ланки був викликаний у 2006 році, того року 4 рази виходив на поле з лави для запасних. У 2007 році зіграв два матчі, обидва зі стартових хвилин, а в 2008 році провів на полі 8 поєдинків. У 2009 році зіграв десять матчів, відзначився 2-а голами, в тому числі зіграв у 3-х поєдинках збірної Шрі-Ланки на Кубку виклику АФК у квітні 2009 року (проти Брунею, Тайваню та Пакистану).
У 2010 році Гунаратна зіграв у лютневих матчах Кубку виклику АФК проти М'янми, Таджикистану та Бангладеш, забивши другий м'яч Шрі-Ланки у поєдинку проти Бангладеш (3:0). 29 червня 2011 року відзначився голом на 43-й хвилині нічийного (1:1) поєдинку проти Філіппін в рамках кваліфікації чемпіонату світу 2014. 3 липня 2011 року зіграв у виїзному для ланкійців поєдинку кваліфікації чемпіонату світу 2014 року проти Філіппін, в якому його команда поступилася з рахунком 0:4. Не реалізував пенальті, який міг вивести Шрі-Ланку до наступного раунду змагання.